# 側帶矮寶蓮魚
側帶矮寶蓮魚，為輻鰭魚綱脂鯉目脂鯉亞目脂鯉科的其中一個種。分布於南美洲馬拉開波湖及Magdalena河流域，體長可達2.4公分，棲息在底中層水域，以孑孓為食，生活習性不明。
生活在熱帶氣候區。